# مضاض مسنن الأوراق
المُضاض المسنن الأوراق (باللاتينية: Euonymus serratifolius) نوع نباتي يتبع جنس المُضاض من الفصيلة الحرابية (باللاتينية: Celastraceae).
ينتشر في الهند.